# Ballymena
Ballymena es una ciudad de 31 000 habitantes, ubicada en el condado de Antrim (Irlanda del Norte).
En irlandés se llama An Baile Meánach [ən̪ˠ ˈbˠalʲə ˈmˠaːn̪ˠəx], que significa ‘la comarca media’.
Se encuentra en las tierras dadas a la familia Adair por el rey Carlos I de Inglaterra en 1626.
La ciudad celebra dos ferias anuales y un libre mercado de los sábados a perpetuidad. A partir de 2012 el mercado del sábado aún se ejecuta. 
Celebra también una feria agrícola en el Showgrounds Ballymena. Todavía hay muchos edificios históricos de la ciudad. El Ayuntamiento fue construido en 1924 en el lugar del mercado y fue reformado en 2007 con un coste de aproximadamente £ 20 millones.

## Deporte
- Ballymena United F.C. juega en la NIFL Premiership, su estadio es el Ballymena Showgrounds.
- Wakehurst F.C. juega en la Liga Provincial de Fútbol de Ballymena y su estadio es el Mill Meadow.[1]
- Ballymena RFC juega en la Liga de Irlanda, 2A y su estadio es el Eaton Park.[2]
- All Saints GAC juega en la División South-West Antrim y juega en el estadio Slemish Park.
- Ballymena Lawn Tennis Club es el club de tenis de la ciudad.
- Ballymena Road Club.[3]
- Braid Angling Club es el club de pesca de la ciudad.
- Ballymena Cricket Club juega en la NCU Senior League y su estadio es el Eaton Park<ref></ref.>
- Ballymena Bowling Club.